# Mnesímaco
Mnesímaco fue un poeta cómico ateniense de siglo IV a. C. incluido por unos entre los poetas de la comedia nueva y por otros, con más fundamento, entre los de la comedia media. 
Quedan de dicho autor unos 100 versos y los títulos de siete piezas cómicas. Dichos fragmentos publicados por Meineke en Fragmenta Comicorum Graecorum y por Bothe en la Biblioteca griega, de Didot.